# 須藤直輝
須藤 直輝（すとう なおき、2002年10月1日 - ）は、埼玉県熊谷市出身のプロサッカー選手。Jリーグ・高知ユナイテッドSC所属。ポジションはミッドフィールダー。

## 略歴
大宮アルディージャのジュニアユース出身で、ユースには昇格せずに昌平高等学校に進学。2年生になると全国高等学校サッカー選手権大会で同校初のベスト8入りに貢献。3年生になると鹿島アントラーズからオファーがあり、プロ契約の内定を勝ち取った。
内定後に出場した第99回全国高等学校サッカー選手権大会では、優秀選手の一人に選出された。
2021年より昌平高校から鹿島アントラーズに入団。4月20日、ルヴァンカップ・GS第3節の北海道コンサドーレ札幌戦でプロデビューを果たした。2021年のシーズン終了後、ツエーゲン金沢に期限付き移籍した。2022年5月4日、J2リーグ第14節のアルビレックス新潟戦でJリーグデビューを果たした。
2023年、鹿島に復帰。しかし復帰した2年間は公式戦の出場は無かった。
2025年、J3に加盟したばかりの高知ユナイテッドSCに期限付き移籍。

## 所属クラブ
- セレブロFCジュニア
- 大宮アルディージャ・ジュニアユース
- 昌平高等学校
- 2021年 -  鹿島アントラーズ
  - 2022年  ツエーゲン金沢（期限付き移籍）
  - 2025年 -  高知ユナイテッドSC（期限付き移籍）

## 個人成績
| 国内大会個人成績 | 国内大会個人成績 | 国内大会個人成績 | 国内大会個人成績 | 国内大会個人成績 | 国内大会個人成績 | 国内大会個人成績 | 国内大会個人成績 | 国内大会個人成績 | 国内大会個人成績 | 国内大会個人成績 | 国内大会個人成績 |
| 年度             | クラブ           | 背番号           | リーグ           | リーグ戦         | リーグ戦         | リーグ杯         | リーグ杯         | オープン杯       | オープン杯       | 期間通算         | 期間通算         |
| 年度             | クラブ           | 背番号           | リーグ           | 出場             | 得点             | 出場             | 得点             | 出場             | 得点             | 出場             | 得点             |
| 日本             | 日本             | 日本             | 日本             | リーグ戦         | リーグ戦         | リーグ杯         | リーグ杯         | 天皇杯           | 天皇杯           | 期間通算         | 期間通算         |
| ---------------- | ---------------- | ---------------- | ---------------- | ---------------- | ---------------- | ---------------- | ---------------- | ---------------- | ---------------- | ---------------- | ---------------- |
| 2021             | 鹿島             | 26               | J1               | 0                | 0                | 2                | 0                | 0                | 0                | 2                | 0                |
| 2022             | 金沢             | 26               | J2               | 15               | 0                | -                | -                | 1                | 0                | 16               | 0                |
| 2023             | 鹿島             | 26               | J1               | 0                | 0                | 0                | 0                | 0                | 0                | 0                | 0                |
| 2024             | 鹿島             | 26               | J1               | 0                | 0                | 0                | 0                | 0                | 0                | 0                | 0                |
| 2025             | 高知             | 26               | J3               |                  |                  |                  |                  |                  |                  |                  |                  |
| 通算             | 日本             | 日本             | J1               | 0                | 0                | 2                | 0                | 0                | 0                | 2                | 0                |
| 通算             | 日本             | 日本             | J2               | 15               | 0                | -                | -                | 1                | 0                | 16               | 0                |
| 通算             | 日本             | 日本             | J3               |                  |                  |                  |                  |                  |                  |                  |                  |
| 総通算           | 総通算           | 総通算           | 総通算           | 15               | 0                | 2                | 0                | 1                | 0                | 18               | 0                |

出場歴
- Jリーグ初出場 - 2022年5月4日 J2第14節 アルビレックス新潟戦 (デンカビッグスワンスタジアム)
- Jリーグ初得点 - 2025年4月5日 J3第8節 松本山雅FC戦 (サンプロアルウィン)

## タイトル

### 個人
- 全国高等学校サッカー選手権大会（2019年）